# Венцеслав Кауцки
Венцеслав (Венцислав, Вацлав) Ка̀уцки е чешки капелмайстор и композитор.

## Биография
Роден е на 15 февруари 1857 г. в село Крпи, Австро-Унгария. Висше образование завършва в консерваторията в Прага. Фаготист е в Петербургската опера. През 1879 г. пристига в България. Капелмайстор е на Втори пехотен струмски полк в Радомир, Тринадесети пехотен рилски полк в Кюстендил и в Шести пехотен търновски полк в София. Допринася за организирането и повишаването на нивото на военните духови оркестри в България до 1908 г. Сътрудничи на Оперната дружба в София. Почива на 17 декември 1923 г. Погребан е в парцел 44 в Централния гробищен парк в София.
Синът му, Георги, през Първата световна война загива на фронта като български офицер, в Единадесети пехотен сливенски полк.

## Творчество
Автор е на множество произведения за духов оркестър. Автор е на операта „Камен и Цена“, втората българска опера след „Сиромахкиня“, по поемата „Грамада“ на Иван Вазов, автор на либретото и мелодията е Иван Иванов. Операта е поставена на сцена за първи път на 11 януари 1911 г. в Оперната дружба. Композира малки пиеси и концерти за фагот, тромпет и валдхорна. Негови са китките по народни песни:
- „Карамфилке, Филке моме“
- „Вело моме“
- „Тан тико, тико Велико“